# Valério Luiz de Oliveira
Valério Luiz de Oliveira (1962 — Goiânia, 5 de julho de 2012) foi um jornalista esportivo brasileiro que trabalhava para a Rádio 820 AM e TV PUC em Goiânia, Goiás, Brasil.  Acredita-se ter sido assassinado como resultado de suas declarações críticas e comentários sobre a gestão do Atlético Goianiense.

## Pessoal
Valério e sua esposa, Lorena Nascimento de Oliveira, tem três filhos. Valério era filho de Mané de Oliveira, também um conhecido apresentador esportivo brasileiro em Goiás.

## Carreira
No momento da sua morte, era um apresentador de rádio e apresentador da Rádio Jornal 820 AM. Valério começou a trabalhar como jornalista esportivo em 1978 na Rádio Goiânia. Mais tarde, ele trabalhou para a TV Goiânia, TV Brasil Central e TV e Rádio Anhanguera Goiânia.
Era conhecido por ser franco e crítico e por suas fortes opiniões sobre o time de futebol local, o que pode ter levado a sua morte. Antes de seu assassinato, havia sido banido das instalações da sede do Atlético Goiâniense. Ele era bem conhecido pela comunidade.

## Morte
Valério Luiz de Oliveira foi morto a tiros em 5 de julho de 2012, depois de deixar os escritórios da  Rádio Jornal 820 AM. Um motociclista estava à espera de Oliveira na entrada da estação quando o jornalista saía. O motorista tentou fugir, mas seu carro colidiu com outro veículo que estava estacionado na rua. Após o acidente, o motociclista em seguida disparou sete tiros na janela do lado do motorista do veículo de Oliveira. A polícia e testemunhas dizem que Oliveira foi atingido por entre quatro e seis dessas balas durante a condução, bateu em um carro estacionado, e morreu pouco depois. De acordo com seu pai, o caso investigação teve depoimentos de 20 testemunhas. Havia recebido ameaças de morte, de que "alguém iria  terminar sua carreira".

### Impacto
A morte de Valério Luiz de Oliveira  marcou a quinta morte de um jornalista no Brasil apenas em 2012, após o assassinato de Décio Sá (Estado do Maranhão); Paulo Souza Filho (Simões Filho-BA) e Paulo Rocaro (Ponta Porã, Mato Grosso do Sul), Mario Randolph Marques Lopes (Rio de Janeiro)

### Reações
Irina Bokova, diretora-geral da UNESCO, Disse: "Condeno o assassinato de Valério Luiz de Oliveira. É essencial que as autoridades lancem luz sobre este assassinato e assegurem a observância do direito humano básico de liberdade de expressão e o direito do público a participar em debate informado e aberto."
"Violência mortal contra a imprensa tem vindo a aumentar no Brasil nos últimos dois anos, e está minando a habilidade dos jornalistas de informar criticamente sobre todos os tipos de temas importantes para o público", disse um porta-voz da Committee to Protect Journalists.
Sete meses após o assassinato de Valério Luiz de Oliveira, Repórteres sem Fronteiras reagiram ao que parece ser a evolução da investigação: "Embora respeitando a presunção de inocência, congratulamo-nos com os progressos na investigação policial. Os problemas de segurança graves a que os jornalistas brasileiros estão expostos, especialmente a nível local, tiveram um impacto sobre o ranking do Brasil no último índice de liberdade de imprensa dos Repórteres Sem Fronteiras. Mas os esforços muitas vezes feitos para combater a impunidade distinguem-no de outros países da região."